# Aermacchi MB-326
Aermacchi MB-326 je italský proudový cvičný a lehký bojový letoun vyvinutý společností Aermacchi. Byl provozován nejen italským letectvem, ale zároveň také exportován do řady dalších zemí. Licenčně byl vyráběn v Austrálii, Brazílii a Jihoafrické republice. Dalším vývojem letounu vznikl pokročilejší typ Aermacchi MB-339.

## Vývoj
Vývoj cvičného letounu MB-326 byl zahájen roku 1954. Od počátku bylo počítáno s jeho možným využitím jako lehkého bojového letounu. První prototyp poprvé vzlétl 10. prosince 1957. Poháněl jej proudový motor Rolls-Royce Viper 8 o tahu 7,79 kN. Druhý prototyp a 15 předsériových letounů pro italské letectvo poháněl výkonnější motor Viper 11 o tahu 11,12 kN. Do služby byl letoun přijat v únoru 1962. Cvičné letouny verzí MB-326B a MB-326F byly při protizemních misích nasazovány pouze s jedním členem posádky. Roku 1967 byl zalétán výkonnější cvičný model MB-326G s motorem Viper 20 Mk.540. Použití výkonnějšího motoru zdvojnásobilo nosnost letounu.
Více než 12 let po startu prvního prototypu MB-326 odstartoval prototyp na útočné mise specializované jednomístné verze MB-326K (původně bylo zvažováno označení MB-336). Prototyp MB-326K poprvé vzlétl 22. srpna 1970. Letoun měl výkonnější motor, zesílený trup a křidélka se servořízením. Druhého pilota nahradila nová avionika, dva 30mm kanóny a přídavná palivová nádrž. Hlavním uživatelem této verze se stala Jihoafrická republika. Na základě MB-326K navíc vznikla modernizovaná cvičná dvoumístná verze MB-326L.

## Konstrukce
Jedná se o dvoumístný proudový středoplošník s velmi robustní konstrukcí. Posádka sedí na vystřelovacích sedadlech a v tandemovém uspořádání. Letouny poháněl proudový motor Rolls-Royce Viper různých verzí. Jednomístná verze MB-326K byla vyzbrojena dvěma 30mm kanóny DEFA a 1814 kg výzbroje nesené na pěti závěsnících (starší primárně cvičné verze unesly 907 kg výzbroje). Např. kanónové kontejnery, průzkumné kontejnery, neřízené střely, protiletadlové řízené střely R.550 Magic, nebo protizemní střely AS.12.

## Varianty
Přehled verzí podle:

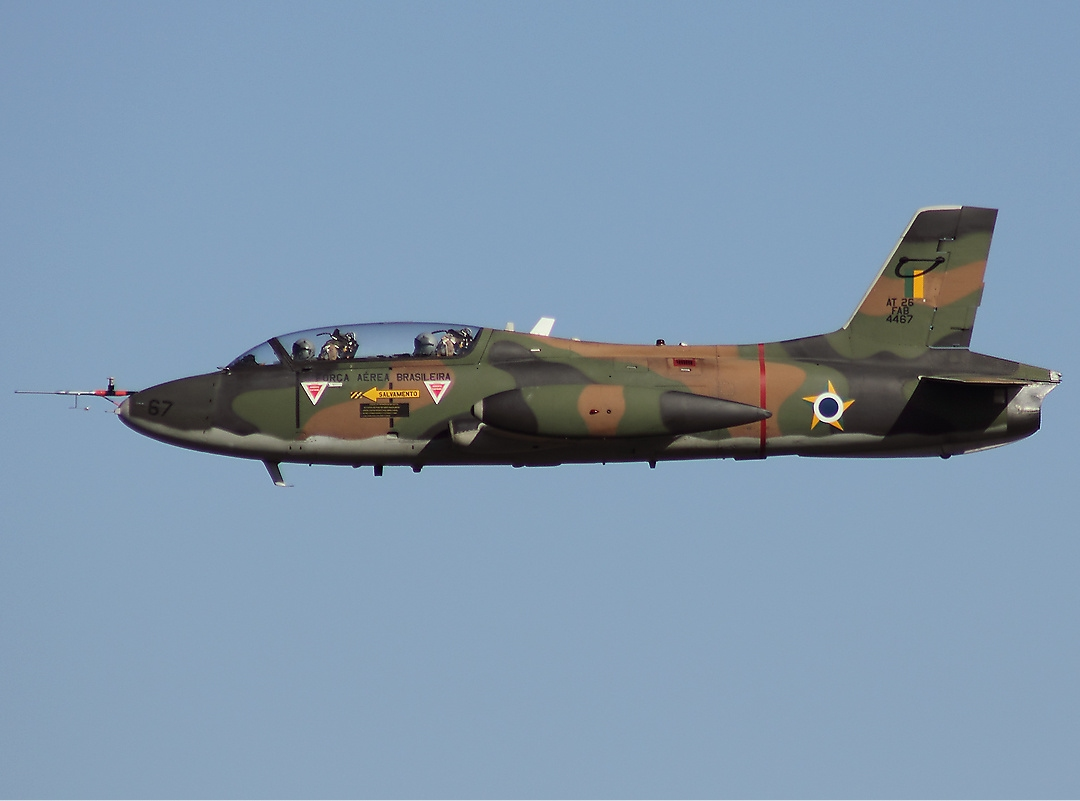
Brazilský AT-26 Xavante

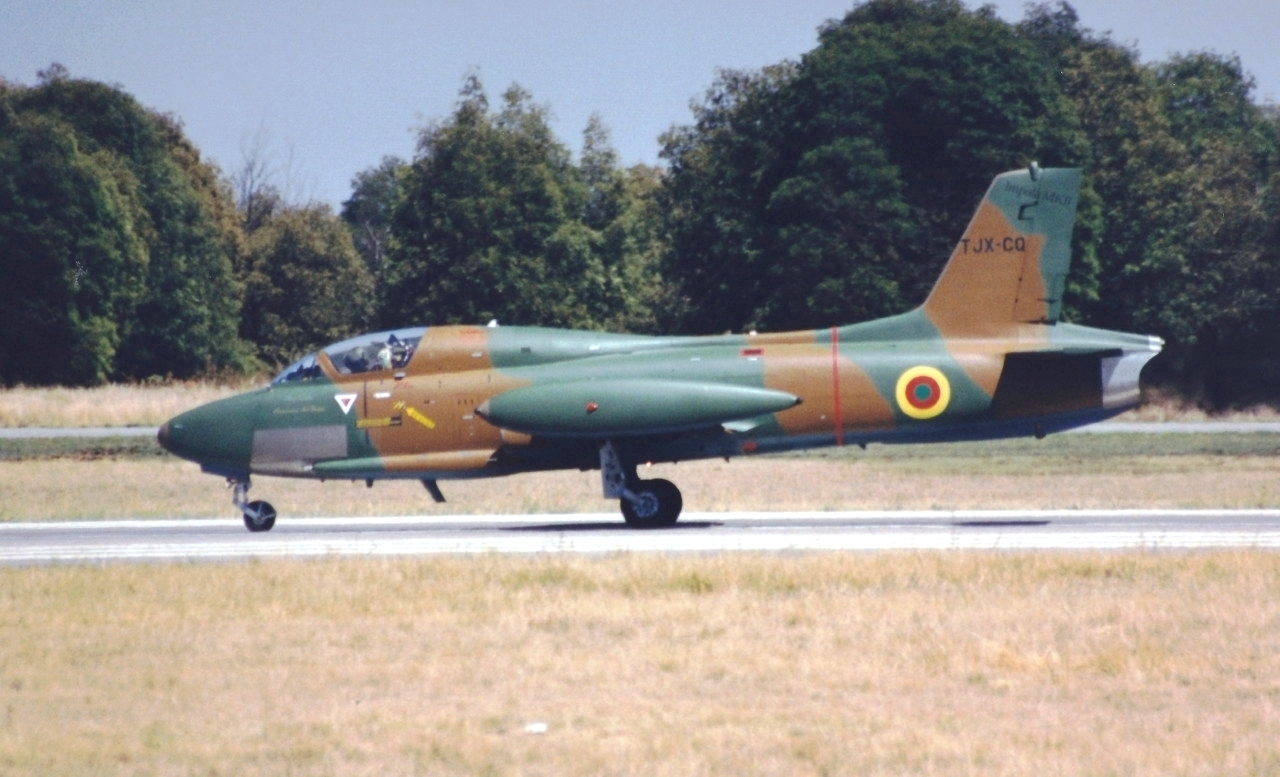
Kamerunský letoun Impala Mk.2

- MB-326 – Základní dvoumístná cvičná verze letounu.
- MB-326A – Dvoumístná ozbrojená verze se šesti závěsníky. Nepostavena.[2]
- MB-326B – Exportní dvoumístná ozbrojená verze pro Tunisko. Motor Viper 11.[2]
- MB-326D – Neozbrojené dvoumístné letouny prodané společnosti Alitalia pro výcvik pilotů (4 kusy). Motor Viper 11.[2]
- MB-326E – Dvoumístná cvičně-bojová verze s motorem Viper 11.[2]
- MB-326F – Exportní dvoumístná cvičně-bojová verze pro Ghanu. Motor Viper 11.[2]
- MB-326G – Prototyp dvoumístné cvičně-bojové verze s motorem Viper 20 Mk.540, zesílenou konstrukcí a větší nosností výzbroje.[2]
  - MB-326GB – Exportní dvoumístná ozbrojená verze pro Argentinu, Zair a Zambii. Motor Viper 20 Mk.540.[2]
  - MB-326GC – Exportní dvoumístná ozbrojená verze pro Brazílii.[2]
  - EMB-326 Xavante – Brazilské označení MB-326GC stavěných v Brazílii společností Embraer.[2]
- MB-326H – Exportní dvoumístná cvičně-bojová verze pro Austrálii. Stavěna v licenci společností CAC. Motor Viper 20 Mk.540.[2]
- MB-326M – Dvoumístné cvičně letouny pro JAR. Další postavila licenčně společnost Atlas Aircraft pod označením Impala Mk.1. Ty už byly vybaveny závěsníky pro výzbroj.[2]
- MB-326K – Jednomístný lehký bojový letoun, motor Viper 20, zesílená konstrukce, silnější výzbroj.[3]
  - MB-326KD – Exportní verze pro Dubaj.[1]
  - MB-326KB – Exportní verze pro Zair.[1]
  - MB-326KG – Exportní ozbrojená verze pro Ghanu. Motor Viper 11.[1]
  - MB-326KT – Exportní verze pro Tunisko. Motor Viper 11.[1]
  - Impala Mk.2 – Jednomístné lehké bojové letouny MB-326K sestavěné v JAR licenčně společností Atlas. Od MB-326K se liší jinou avionikou a slabším motorem Vipet 20 Mk.540.[3]
- MB-326L – Vylepšená dvoumístná cvičná verze s motorem Viper série 600. Může slouží pro výcvik, ale zachovává si bojový potenciál verze MB-326K.[2]
  - MB-326LD – Exportní verze pro Dubaj.[3]

## Uživatelé

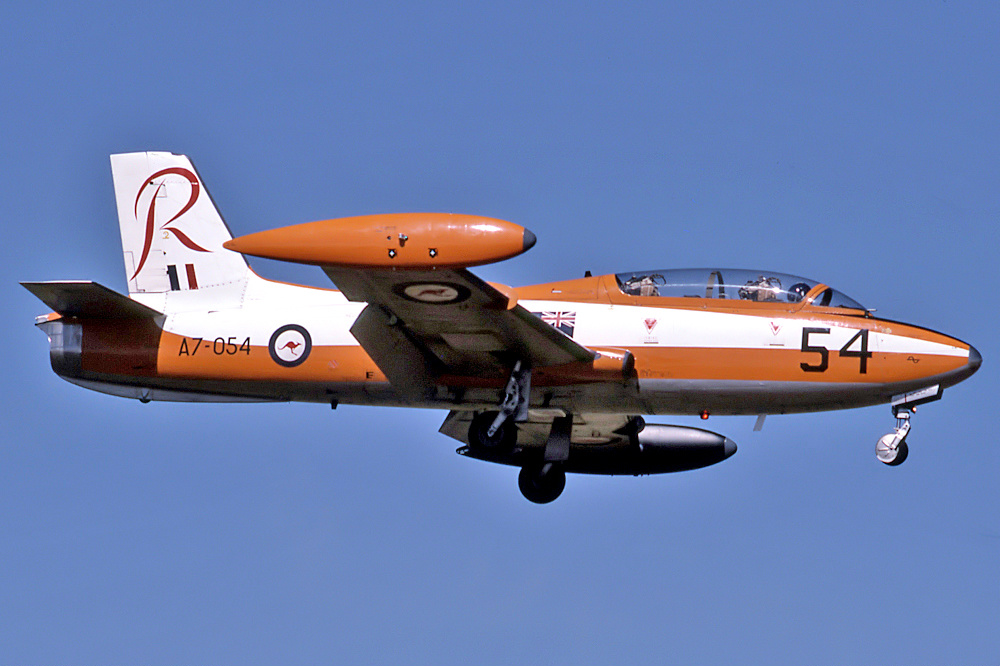
Commonwealth CA-30 (MB-326H), RAAF

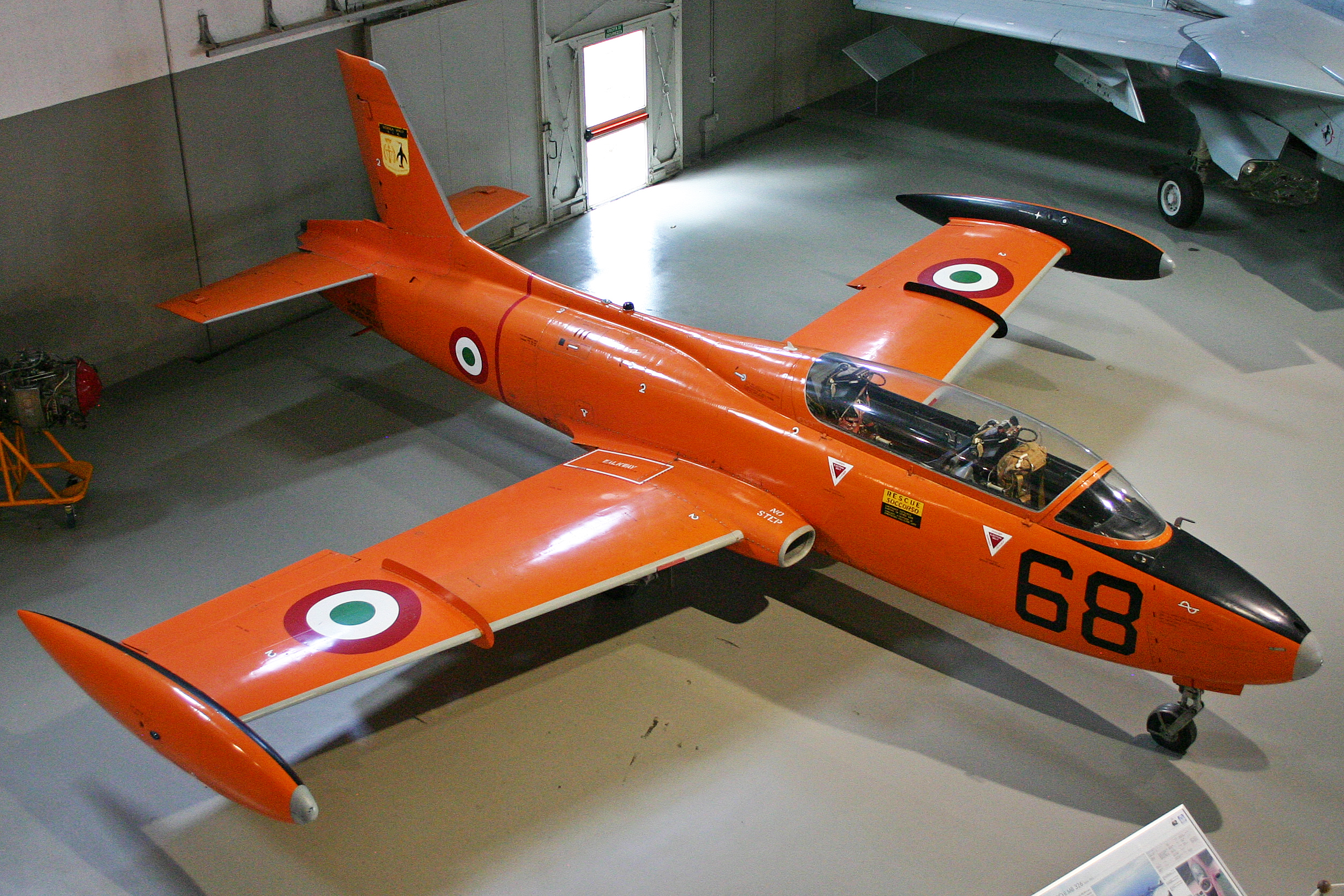
Italskýletoun MB-326

- Argentina Argentinské letectvo získalo 8 MB-326GB vyrobených v Itálii.[2]
- Austrálie Royal Australian Air Force získalo 87 letounů MB-326H a australské námořní letectvo dalších 10 letounů.[2] Částečně vyrobeny licenčně společností Commonwealth Aircraft Corporation (pod označením CA-30). Vyřazeny roku 2001.[1]
- Brazílie Brazilské letectvo získalo 167 letounů Embraer AT-26 Xavante, což je licenční verze MB-326GC.[2]
- Konžská demokratická republika Letectvo Demokratické republiky Kongo
- Dubaj Dubajská policie zakoupila pro svou leteckou složku 3 MB-326KD a 1 MB-326LD.[3]
- Ghana Ghanské letectvo získalo 9 MB-326F[2] a 6 MB-326KG.[3]
- Itálie Aeronautica Militare získalo celkem 85 letounů MB-326 (z toho 15 předsériových).[2] Později získáno ještě 6 MB-326E (tří z novovýroby a tři přestavbou starších letounů).[2]
- Jižní Afrika Jihoafrické letectvo získalo 40 neozbrojených letounů MB-326M vyrobených v Itálii a následně dalších 125 licenčních cvičných letounů Atlas Impala Mk.1, které už byly vybaveny závěsníky.[1][2] Roku 1974 bylo v Itálii pro JAR vyrobeno 7 MB-326K a dalších 15 sestavila společnost Atlas pod označením Impala Mk.2.[3]
- Paraguay Paraguayské letectvo získalo 10 letounů MB-326GC vyrobených v Brazílii společností Embraer.
- Togo Tožské ozbrojené síly získaly 3 brazilské AT-26 Xavante.[2]
- Tunisko Tuniské letectvo získalo 8 MB-326B[2], 8 MB-326KT[3] a 4 MB-326LT.[2]
- Zair Zairské letectvo získalo 17 letounů MB-326GB vyrobených v Itálii.[2] Dále 6 MB-326KB. Roku 1977 byly čtyři letouny MB-326KB zničeny v bojích s Národní frontou osvobození Konga (Front de libération nationale congolaise, FLNC).[4]

- Zambie Zambijské letectvo získalo 20 letounů MB-326GB vyrobených v Itálii.[2] Roku 2015 bylo provozováno 10 letounů MB-326GB.[5]

## Specifikace (MB-326GB)

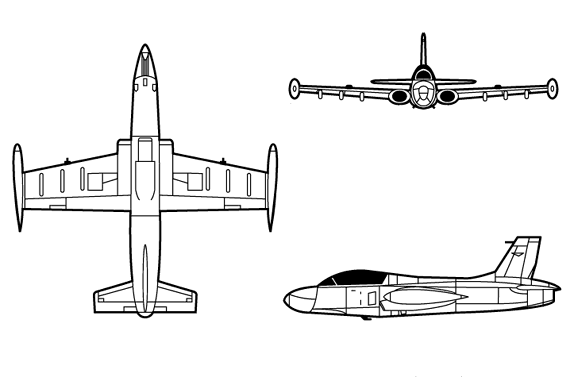
Nákres MB-326

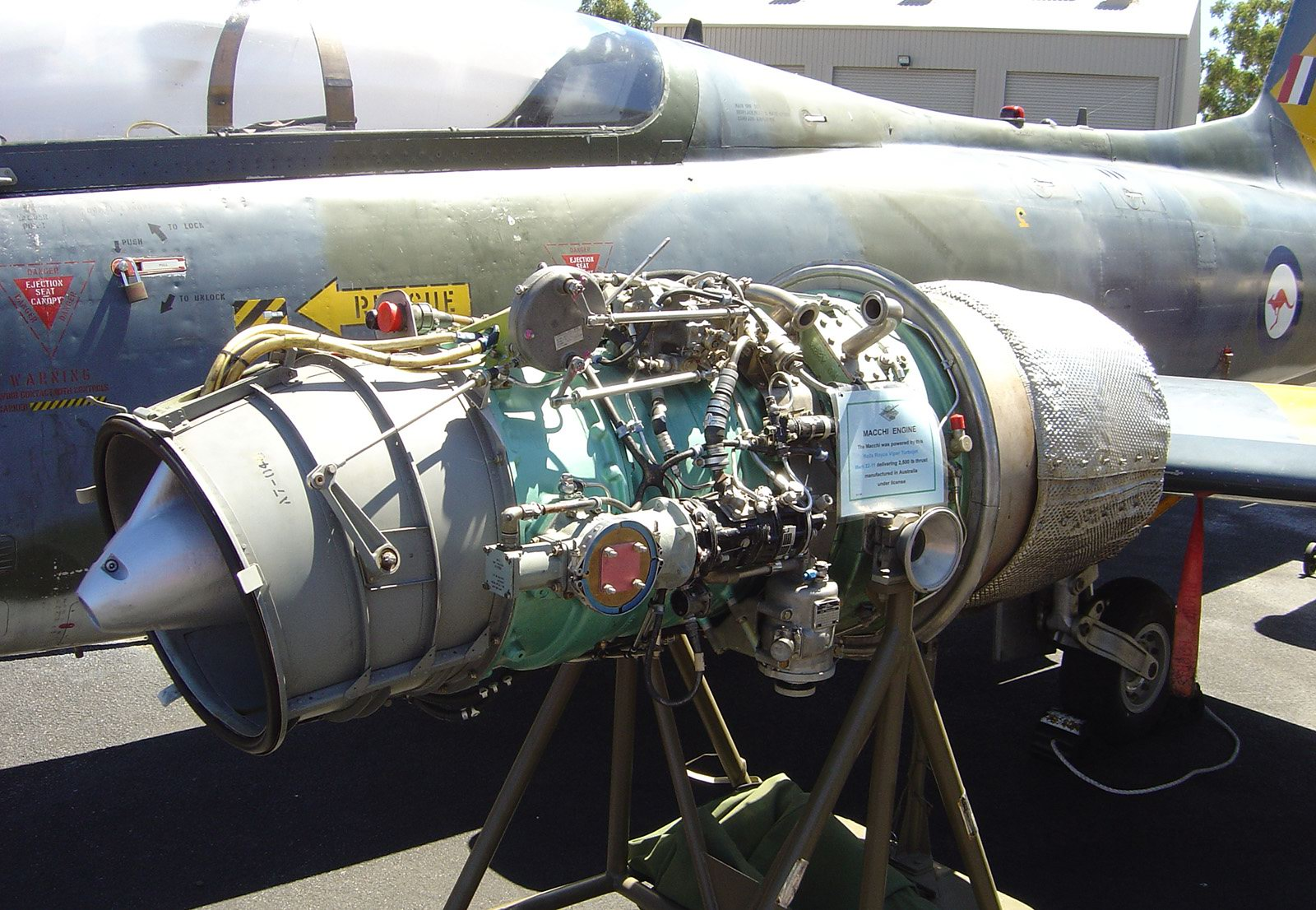
Motor Rolls-Royce Viper

Údaje dle:

### Hlavní technické údaje
- Posádka: 2
- Rozpětí: 10,85 m
- Délka: 10,67 m
- Výška: 3,72 m
- Nosná plocha: 19,35 m²
- Hmotnost prázdného letounu: 2685 kg
- Max. vzletová hmotnost: 4577 kg (cvičná), 5216 kg (vyzbrojená)
- Pohonná jednotka: 1× proudový motor Rolls-Royce Viper 20-540
- Výkon pohonné jednotky: 15,8 kN

### Výkony
- Maximální rychlost: 867 km/h
- Dostup: 14 325 m
- Dolet: 1850 km
- Stoupavost: 15,8 m/s (vyzbrojená)

### Výzbroj
- 1814 kg výzbroje na pěti závěsnících